# Lymphologie
Lymphologie (vom lateinischen lympha „Wasser“" und dem Suffix -logia „die Lehre von“") ist ein Teilgebiet der Medizin und der biomedizinischen Wissenschaft, das sich mit dem lymphatischen System beschäftigt. Erforscht werden sowohl die physiologischen Funktionen des Lymphsystems als auch die Krankheiten, in denen das Lymphsystem eine Rolle spielt.
Es gibt keine Facharztausbildung in Lymphologie, Lymphologe ist daher keine geschützte Bezeichnung. Die Behandlung von Krankheiten des Lymphsystems wird oft von Fachärzten der klinischen Fächer Dermatologie, Phlebologie oder Angiologie durchgeführt. In Deutschland widmen sich zwei Fachverbände der Förderung der lymphologischen Forschung und der Aus- und Weiterbildung lymphologisch tätiger Therapeuten: Die Deutsche Gesellschaft für Lymphologie (DGL) und die Gesellschaft Deutschsprachiger Lymphologen (GDL).
Im Gegensatz zu den akut lebensbedrohenden Krankheiten der Arterien (z. B. Herzinfarkt) oder Venen (z. B. Lungenembolie) verläuft die typische Lymphgefäßerkrankung – das Lymphödem – chronisch, was auch dazu beigetragen haben könnte, das die Erforschung des Lymphsystems und die Suche nach wirksamen Therapien in der Vergangenheit vernachlässigt wurden. Auch war bis hinein in die jüngste Vergangenheit, die Forschung am Lymphsystem um einiges schwieriger als am Blutkreislauf; nicht zuletzt aufgrund der Schwierigkeiten der Darstellung der durchsichtigen Lymphgefäße, die erst mit der Entdeckung spezifischer immunohistochemischer Färbetechniken routinemäßig möglich wurde. Mittlerweile ist die zentrale Bedeutung des Lymphsystems in der Ätiologie vieler Krankheiten bekannt. So spielen z. B. die Lymphgefäße für die Metastasierung von bestimmten Tumoren eine entscheidende Rolle, und in der körpereigenen Abwehr von Krankheitserregern sind es die Lymphknoten, in denen Lymphozyten für die Abwehr von Krankheitserregern reifen.

## Geschichte
Die wohl erste Beschreibung des Lymphsystems findet sich bei Hippocrates und so ist die Entdeckung der Lymphgefäße des Darms von Gaspare Aselli wohl eine Wiederentdeckung (1627 posthum publiziert in "De lactibus sive lacteis venis", Milan). Aselli beschreibt die milchige Flüssigkeit, die nach einer Mahlzeit in diesen Gefäßen zu beobachten ist, aber glaubt fälschlich, dass diese zur Leber führen. Die korrekte Interpretation – dass die milchige Flüssigkeit über den Ductus thoracicus in die Venen geleitet wird – wird zum ersten Mal vom französischen Forscher Jean Pecquet postuliert.